# Amélie Naundorff
Pour les articles homonymes, voir Naundorff et Amélie de Bourbon.
Jeanne Marie Amélie Naundorff, dit aussi Jeanne Marie Amélie de Bourbon, née le 31 août 1819 à Spandau et morte le 28 décembre 1891 à Messac, est le premier enfant de Karl-Wilhelm Naundorff, le plus célèbre de ceux qui, au XIXe siècle, prétendirent être le dauphin Louis XVII, fils du roi Louis XVI et de Marie-Antoinette d'Autriche, officiellement mort à la Tour du Temple.

## Famille
Jeanne Marie Amélie de Bourbon est née le 31 août 1819 à Spandau, de Karl-Wilhelm Naundorff (1785-1845) et de Jeanne Einert (1803-1888). Elle fut nommée Amélie en souvenir du nom de guerre donné à Madame Royale lors du voyage vers Montmédy tragiquement interrompu à Varennes.[réf. nécessaire]
Le 15 juillet 1876 à Bréda, elle épouse Abel Laprade (22 septembre 1818 à Lussac-les-Châteaux – 29 septembre 1897 à Mazerolles), veuf d'Aline Merlin-Chabant. Le couple n'a pas d'enfants.

## Biographie

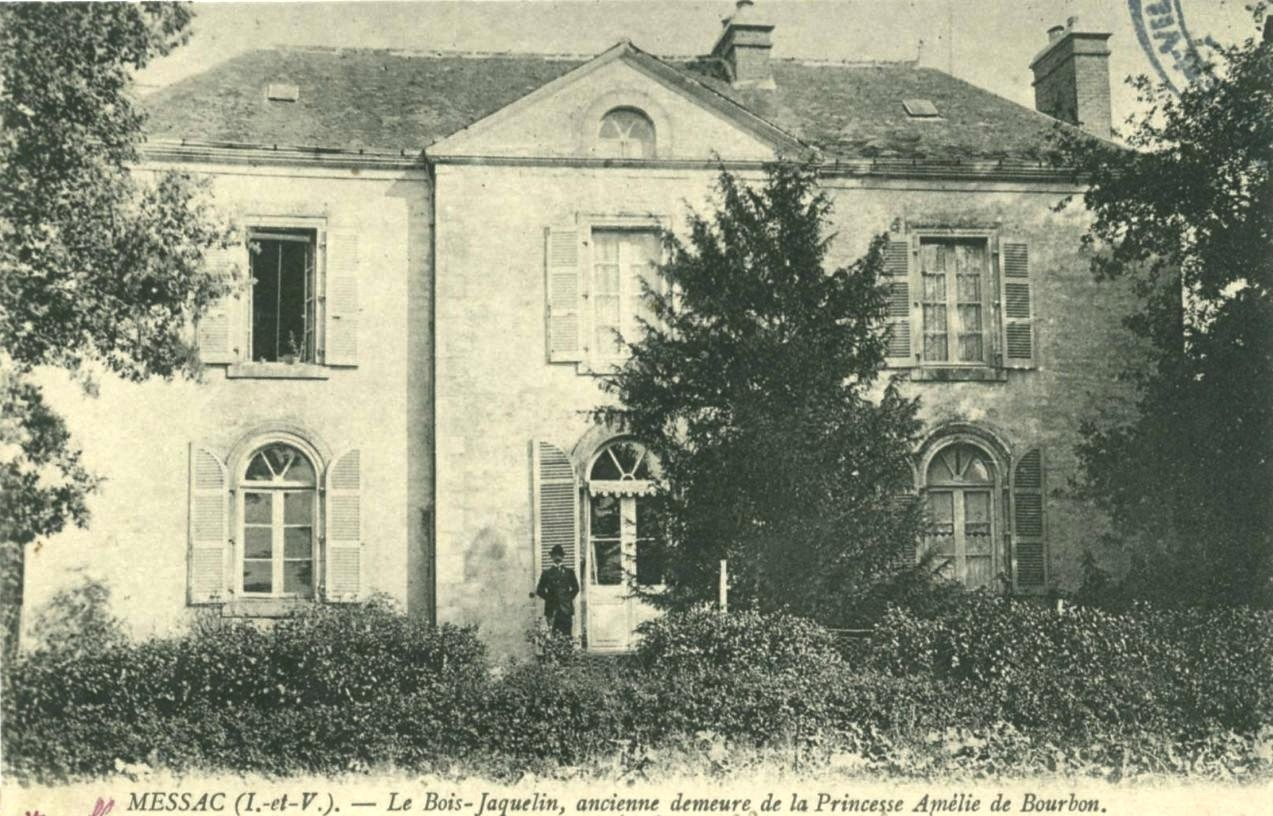
Messac (Ille-et-Vilaine) : le Bois-Jacquelin au début du XXe siècle (carte postale) ; Amélie Naundorff y a vécu.

Madame Amélie a eu une très grande influence sur ses frères, Charles-Édouard et Louis-Charles. Son père lui avait confié ses frères et sœurs pendant ses absences et c’est principalement à elle qu’il donne ses instructions. C’est elle qui entraîne ses frères à faire appel du procès de 1851 qui sera a nouveau plaidé par Jules Favre en 1874, entraînant un nouvel échec. C’est elle qui fonde en 1883 le journal La Légitimité pour soutenir la Cause de son père, dont la publication durera jusqu’après 1940. Elle se charge également de l’éducation de ses neveux, les enfants de son frère Charles-Edmond, décédé en 1883.
Elle y est aidée par leur aînée, Cornélie, qui voulait entrer dans les ordres, mais qui se dévoue à ses trois frères.
Après le décès du fils aîné de Charles-Édouard, célibataire, c’est encore elle qui influencera son frère Louis-Charles (marié, sans enfant) pour qu’il fasse une solennelle consécration de sa famille et de la France au Sacré-Cœur de Montmartre. Depuis, les armes de France des prétendants portent le Sacré-Cœur au milieu des trois fleurs de lys.
La « princesse » Amélie s’est convertie au catholicisme, avec son frère le « prince » Charles-Édouard et sa mère la « duchesse de Normandie », lors de sa première communion à Dresde, le 17 mai 1835, à l'âge de 15 ans.

## Armoiries
| Blason | Blasonnement : D'azur à un sacré-cœur de gueules accompagné de trois fleurs de lys d'or. Commentaires : En 1879, Louis-Charles de Bourbon (« Charles XI ») (1831-1899) et sa sœur Amélie (1819-1891) décident de porter le Sacré-Cœur en « abîme » sur l'écu traditionnel des rois de France aux trois fleurs de lys. |